# Championnats d'Europe de badminton
Ne doit pas être confondu avec les Jeux Européens, le Championnat d'Europe par équipes et le Championnat d'Europe par équipes mixtes.
Les Championnats d'Europe de badminton sont les championnats opposant les meilleurs joueurs européens de simple hommes, simple dames, double hommes, double dames et double mixte. Ils ont été créés en 1968 sous l'égide de la Confédération européenne de badminton et ont lieu tous les deux ans. À partir de 2015, la compétition devient annuelle et elle est inscrite au programme des Jeux européens les années où ceux-ci ont lieu (tous les 4 ans).
La compétition est l'une des cinq compétitions continentales, avec les Championnats d'Asie, les Championnats panaméricains, les Championnats d'Afrique et les Championnats d'Océanie.  
Depuis 2008, la BWF classe ces championnats continentaux parmi les épreuves de catégorie Grand Prix Gold ce qui permet aux joueurs de gagner des points pour le classement mondial. À partir de 2018, il obtient l'équivalence avec la nouvelle catégorie Super 300. Depuis 2023, elle les classe en catégorie Super 500.

## Historique
Les championnats d'Europe décernent à chaque édition les titres de Champion d'Europe dans les 5 disciplines individuelles du badminton, à savoir : le simple hommes, le simple dames, le double hommes, le double dames et le double mixte. Une épreuve par équipes mixtes a été au programme de ces championnats de 1972 jusqu'en 2008, avant la création d'un championnat dédié à partir de 2009.

### Éditions
Depuis la création des Jeux européens en 2015, les Championnats d'Europe de badminton y sont intégrés (en italique dans la liste ci-dessous).
- 1968 :  Bochum
- 1970 :  Port Talbot
- 1972 :  Karlskrona
- 1974 :  Vienne
- 1976 :  Dublin
- 1978 :  Preston
- 1980 :  Groningue
- 1982 :  Böblingen
- 1984 :  Preston
- 1986 :  Uppsala
- 1988 :  Kristiansand
- 1990 :  Moscou
- 1992 :  Glasgow
- 1994 :  Bois-le-Duc
- 1996 :  Herning
- 1998 :  Sofia
- 2000 :  Glasgow
- 2002 :  Malmö
- 2004 :  Genève
- 2006 :  Bois-le-Duc
- 2008 :  Herning
- 2010 :  Manchester
- 2012 :  Karlskrona
- 2014 :  Kazan
- 2015 :  Bakou
- 2016 :  La Roche-sur-Yon
- 2017 :  Kolding
- 2018 :  Huelva
- 2019 :  Minsk
- 2021 :  Kiev[a],[2]
- 2022 :  Madrid[b]
- 2023 :  Tarnów
- 2024 :  Sarrebruck
- 2025 :  Horsens
- 2026 :  Huelva
- 2027 :  Istanbul

## Palmarès
| Année | Simple hommes               | Simple dames                | Double hommes                               | Double dames                               | Double mixte                                |
| ----- | --------------------------- | --------------------------- | ------------------------------------------- | ------------------------------------------ | ------------------------------------------- |
| 1968  | Sture Johnsson              | Irmgard Latz                | David Eddy Roger Powell                     | Margaret Boxall Susan Whetnall             | Tony Jordan Susan Whetnall                  |
| 1970  | Sture Johnsson              | Eva Twedberg                | Elo Hansen Per Walsoe                       | Margaret Boxall Susan Whetnall             | David Eddy Susan Whetnall                   |
| 1972  | Wolfgang Bochow             | Margaret Beck               | Willi Braun Roland Maywald                  | Gillian Gilks (en) Judy Hashman            | Derek Talbot Gillian Gilks (en)             |
| 1974  | Sture Johnsson              | Gillian Gilks (en)          | Willi Braun Roland Maywald                  | Gillian Gilks Margaret Beck                | Derek Talbot Gillian Gilks                  |
| 1976  | Flemming Delfs (en)         | Gillian Gilks               | Ray Stevens Mike Tredgett                   | Gillian Gilks Susan Whetnall               | Derek Talbot Gillian Gilks                  |
| 1978  | Flemming Delfs              | Lene Køppen                 | Ray Stevens Mike Tredgett                   | Nora Perry Anne Statt                      | Mike Tredgett Nora Perry                    |
| 1980  | Flemming Delfs              | Liselotte Blumer            | Claes Nordin Stefan Karlsson                | Nora Perry Jane Webster                    | Mike Tredgett Nora Perry                    |
| 1982  | Jens Peter Nierhoff         | Lene Køppen                 | Stefan Karlsson Thomas Kihlström            | Gillian Gilks (en) Gillian Clark           | Martin Dew Gillian Gilks                    |
| 1984  | Morten Frost                | Helen Troke                 | Martin Dew Mike Tredgett                    | Karen Chapman Gillian Clark                | Martin Dew Gillian Gilks                    |
| 1986  | Morten Frost                | Helen Troke                 | Steen Fladberg Jesper Helledie              | Gillian Clark Gillian Gowers               | Martin Dew Gillian Gilks                    |
| 1988  | Darren Hall                 | Kirsten Larsen              | Jens Peter Nierhoff Michael Kjeldsen        | Dorte Kjær Nettie Nielsen                  | Steen Fladberg Gillian Clark                |
| 1990  | Steve Baddeley              | Pernille Nedergaard         | Jan Paulsen Henrik Svarrer                  | Dorte Kjær Nettie Nielsen                  | Jon Holst-Christensen Grete Mogensen        |
| 1992  | Poul-Erik Høyer Larsen      | Pernille Nedergaard         | Thomas Lund (en) Jon Holst-Christensen (en) | Christine Magnusson Lim Xiaoqing (en)      | Thomas Lund (en) Pernille Dupont            |
| 1994  | Poul-Erik Høyer Larsen      | Lim Xiaoqing                | Simon Archer Chris Hunt                     | Christine Magnusson Lim Xiaoqing           | Michael Søgaard Catrine Bengtsson           |
| 1996  | Poul-Erik Høyer Larsen      | Camilla Martin              | Thomas Lund Jon Holst-Christensen           | Lisbeth Stuer-Lauridsen Marlene Thomsen    | Michael Søgaard (en) Rikke Olsen (en)       |
| 1998  | Peter Gade                  | Camilla Martin              | Simon Archer Chris Hunt                     | Rikke Olsen Marlene Thomsen                | Michael Søgaard Rikke Olsen                 |
| 2000  | Peter Gade                  | Camilla Martin              | Jens Eriksen Jesper Larsen                  | Donna Kellogg Joanne Goode                 | Michael Søgaard Rikke Olsen                 |
| 2002  | Peter Rasmussen             | Jie Yao                     | Jens Eriksen Martin Lundgaard Hansen (en)   | Jane F. Bramsen Ann-Lou Jørgensen          | Jens Eriksen Mette Schjoldager              |
| 2004  | Peter Gade                  | Mia Audina                  | Jens Eriksen Martin Lundgaard Hansen        | Lotte Bruil Mia Audina                     | Nathan Robertson Gail Emms                  |
| 2006  | Peter Gade                  | Xu Huaiwen (en)             | Jens Eriksen Martin Lundgaard Hansen        | Donna Kellogg Gail Emms                    | Thomas Laybourn (en) Kamilla Rytter Juhl    |
| 2008  | Kenneth Jonassen            | Xu Huaiwen                  | Lars Paaske (en) Jonas Rasmussen (en)       | Kamilla Rytter Juhl Lena Frier Kristiansen | Anthony Clark Donna Kellogg                 |
| 2010  | Peter Gade                  | Tine Baun                   | Lars Paaske Jonas Rasmussen                 | Valeria Sorokina Nina Vislova              | Thomas Laybourn Kamilla Rytter Juhl         |
| 2012  | Marc Zwiebler               | Tine Baun                   | Mathias Boe Carsten Mogensen                | Christinna Pedersen Kamilla Rytter Juhl    | Robert Mateusiak Nadieżda Zięba             |
| 2014  | Jan Ø. Jørgensen            | Carolina Marín              | Vladimir Ivanov Ivan Sozonov                | Christinna Pedersen Kamilla Rytter Juhl    | Joachim Fischer Nielsen Christinna Pedersen |
| 2015  | voir Jeux européens de 2015 | voir Jeux européens de 2015 | voir Jeux européens de 2015                 | voir Jeux européens de 2015                | voir Jeux européens de 2015                 |
| 2016  | Viktor Axelsen              | Carolina Marín              | Mads Conrad-Petersen Mads Pieler Kolding    | Christinna Pedersen Kamilla Rytter Juhl    | Joachim Fischer Nielsen Christinna Pedersen |
| 2017  | Rajiv Ouseph                | Carolina Marín              | Mathias Boe Carsten Mogensen                | Christinna Pedersen Kamilla Rytter Juhl    | Chris Adcock Gabrielle Adcock (en)          |
| 2018  | Viktor Axelsen              | Carolina Marín              | Kim Astrup Anders Skaarup Rasmussen (en)    | Gabriela Stoeva (en) Stefani Stoeva (en)   | Chris Adcock Gabrielle Adcock               |
| 2019  | voir Jeux européens de 2019 | voir Jeux européens de 2019 | voir Jeux européens de 2019                 | voir Jeux européens de 2019                | voir Jeux européens de 2019                 |
| 2021, | Anders Antonsen             | Carolina Marín              | Vladimir Ivanov Ivan Sozonov (en)           | Gabriela Stoeva Stefani Stoeva             | Rodion Alimov (en) Alina Davletova (en)     |
| 2022  | Viktor Axelsen              | Carolina Marín              | Mark Lamsfuß Marvin Seidel                  | Gabriela Stoeva Stefani Stoeva             | Mark Lamsfuß Isabel Lohau                   |
| 2023  | voir Jeux européens de 2023 | voir Jeux européens de 2023 | voir Jeux européens de 2023                 | voir Jeux européens de 2023                | voir Jeux européens de 2023                 |
| 2024  | Anders Antonsen             | Carolina Marín              | Kim Astrup Anders Skaarup Rasmussen (en)    | Margot Lambert Anne Tran                   | Thom Gicquel Delphine Delrue                |
| 2025  | Alex Lanier                 | Line Kjærsfeldt (en)        | Christo Popov Toma Junior Popov             | Gabriela Stoeva Stefani Stoeva             | Jesper Toft (en) Amalie Magelund (en)       |

## Tableau des médailles
| Rang | Nation         | Or | Argent | Bronze | Total |
| ---- | -------------- | -- | ------ | ------ | ----- |
| 1    | Danemark       | 83 | 72     | 101.5  | 256.5 |
| 2    | Angleterre     | 45 | 40     | 62     | 147   |
| 3    | Suède          | 11 | 19     | 48     | 78    |
| 4    | Allemagne      | 9  | 11     | 29     | 49    |
| 5    | Espagne        | 7  | 0      | 0      | 7     |
| 6    | France         | 4  | 7      | 9      | 20    |
| 7    | Russie         | 4  | 4      | 11     | 19    |
| 8    | Bulgarie       | 4  | 3      | 2      | 9     |
| 9    | Pays-Bas       | 3  | 8      | 34.5   | 45.5  |
| 10   | Pologne        | 1  | 2      | 7      | 10    |
| 11   | Suisse         | 1  | 0      | 1      | 2     |
| 12   | Écosse         | 0  | 6      | 8      | 14    |
| 13   | Pays de Galles | 0  | 1      | 3      | 4     |
| 14   | Turquie        | 0  | 0      | 5      | 5     |
| 15   | Finlande       | 0  | 0      | 2      | 2     |
| 16   | Belgique       | 0  | 0      | 1      | 1     |
| 16   | Croatie        | 0  | 0      | 1      | 1     |
| 16   | Hongrie        | 0  | 0      | 1      | 1     |
| 16   | Irlande        | 0  | 0      | 1      | 1     |
| 16   | Israël         | 0  | 0      | 1      | 1     |

Mise à jour : après l'édition 2025.

## Joueurs les plus titrés
Le tableau ci-après détaille les joueurs ayant remporté au moins 4 titres de Champion d'Europe :
| Joueur              | SH | SD | DH | DD | MX | Total | Période   |
| ------------------- | -- | -- | -- | -- | -- | ----- | --------- |
| Gillian Gilks       |    | 2  |    | 4  | 6  | 12    | 1972-1986 |
| Kamilla Rytter Juhl |    |    |    | 5  | 2  | 7     | 2006-2017 |
| Carolina Marín      |    | 7  |    |    |    | 7     | 2014-2024 |
| Christinna Pedersen |    |    |    | 4  | 2  | 6     | 2012-2017 |
| Jens Eriksen        |    |    | 4  |    | 1  | 5     | 2000-2006 |
| Peter Gade          | 5  |    |    |    |    | 5     | 1998-2010 |
| Mike Tredgett       |    |    | 3  |    | 2  | 5     | 1976-1984 |
| Susan Whetnall      |    |    |    | 3  | 2  | 5     | 1968-1976 |
| Gillian Clark       |    |    |    | 3  | 1  | 4     | 1982-1988 |
| Martin Dew          |    |    | 1  |    | 3  | 4     | 1982-1986 |
| Rikke Olsen         |    |    |    | 1  | 3  | 4     | 1996-2000 |
| Nora Perry          |    |    |    | 2  | 2  | 4     | 1978-1980 |
| Michael Søgaard     |    |    |    |    | 4  | 4     | 1994-2000 |

## Palmarès des victoires par nation
- Nation en tête au classement des médailles

| Rang | Pays       | XXe siècle | XXe siècle | XXe siècle | XXe siècle | XXe siècle | XXe siècle | XXe siècle | XXe siècle | XXe siècle | XXe siècle | XXe siècle | XXe siècle | XXe siècle | XXe siècle | XXe siècle | XXe siècle | XXIe siècle | XXIe siècle | XXIe siècle | XXIe siècle | XXIe siècle | XXIe siècle | XXIe siècle | XXIe siècle | XXIe siècle | XXIe siècle | XXIe siècle | XXIe siècle | XXIe siècle | XXIe siècle | XXIe siècle | Total |
| Rang | Pays       | 68         | 70         | 72         | 74         | 76         | 78         | 80         | 82         | 84         | 86         | 88         | 90         | 92         | 94         | 96         | 98         | 00          | 02          | 04          | 06          | 08          | 10          | 12          | 14          | 16          | 17          | 18          | 21          | 22          | 24          | 25          | Total |
| ---- | ---------- | ---------- | ---------- | ---------- | ---------- | ---------- | ---------- | ---------- | ---------- | ---------- | ---------- | ---------- | ---------- | ---------- | ---------- | ---------- | ---------- | ----------- | ----------- | ----------- | ----------- | ----------- | ----------- | ----------- | ----------- | ----------- | ----------- | ----------- | ----------- | ----------- | ----------- | ----------- | ----- |
| 1.   | Danemark   |            | 1          |            |            | 1          | 2          | 1          | 2          | 1          | 2          | 4          | 4          | 4          | 2          | 5          | 4          | 4           | 4           | 2           | 3           | 3           | 4           | 3           | 3           | 4           | 2           | 2           | 1           | 1           | 2           | 2           | 73    |
| 2.   | Angleterre | 3          | 2          | 3          | 3          | 4          | 3          | 2          | 2          | 4          | 3          | 2          | 1          |            | 1          |            | 1          | 1           |             | 1           | 1           | 1           |             |             |             |             | 2           | 1           |             |             |             |             | 41    |
| 3.   | Suède      | 1          | 2          |            | 1          |            |            | 1          | 1          |            |            |            |            | 1          | 3          |            |            |             |             |             |             |             |             |             |             |             |             |             |             |             |             |             | 10    |
| 4.   | Allemagne  | 1          |            | 2          | 1          |            |            |            |            |            |            |            |            |            |            |            |            |             |             |             | 1           | 1           |             | 1           |             |             |             |             |             | 2           |             |             | 9     |
| 5.   | Espagne    |            |            |            |            |            |            |            |            |            |            |            |            |            |            |            |            |             |             |             |             |             |             |             | 1           | 1           | 1           | 1           | 1           | 1           | 1           |             | 7     |
| 6.   | Bulgarie   |            |            |            |            |            |            |            |            |            |            |            |            |            |            |            |            |             |             |             |             |             |             |             |             |             |             | 1           | 1           | 1           |             | 1           | 4     |
| 6.   | France     |            |            |            |            |            |            |            |            |            |            |            |            |            |            |            |            |             |             |             |             |             |             |             |             |             |             |             |             |             | 2           | 2           | 4     |
| 6.   | Russie     |            |            |            |            |            |            |            |            |            |            |            |            |            |            |            |            |             |             |             |             |             | 1           |             | 1           |             |             |             | 2           |             |             |             | 4     |
| 9.   | Pays-Bas   |            |            |            |            |            |            |            |            |            |            |            |            |            |            |            |            |             | 1           | 2           |             |             |             |             |             |             |             |             |             |             |             |             | 3     |
| 10.  | Pologne    |            |            |            |            |            |            |            |            |            |            |            |            |            |            |            |            |             |             |             |             |             |             | 1           |             |             |             |             |             |             |             |             | 1     |
| 10.  | Suisse     |            |            |            |            |            |            | 1          |            |            |            |            |            |            |            |            |            |             |             |             |             |             |             |             |             |             |             |             |             |             |             |             | 1     |

## Palmarès des victoires par épreuve

### Simple hommes
Le simple hommes est la chasse gardée des Danois : 22 victoires en 31 éditions. Depuis 1992, le titre n'a échappé au Danemark qu'à trois reprises.
| Rang | Pays       | XXe siècle | XXe siècle | XXe siècle | XXe siècle | XXe siècle | XXe siècle | XXe siècle | XXe siècle | XXe siècle | XXe siècle | XXe siècle | XXe siècle | XXe siècle | XXe siècle | XXe siècle | XXe siècle | XXIe siècle | XXIe siècle | XXIe siècle | XXIe siècle | XXIe siècle | XXIe siècle | XXIe siècle | XXIe siècle | XXIe siècle | XXIe siècle | XXIe siècle | XXIe siècle | XXIe siècle | XXIe siècle | XXIe siècle | Total |
| Rang | Pays       | 68         | 70         | 72         | 74         | 76         | 78         | 80         | 82         | 84         | 86         | 88         | 90         | 92         | 94         | 96         | 98         | 00          | 02          | 04          | 06          | 08          | 10          | 12          | 14          | 16          | 17          | 18          | 21          | 22          | 24          | 25          | Total |
| ---- | ---------- | ---------- | ---------- | ---------- | ---------- | ---------- | ---------- | ---------- | ---------- | ---------- | ---------- | ---------- | ---------- | ---------- | ---------- | ---------- | ---------- | ----------- | ----------- | ----------- | ----------- | ----------- | ----------- | ----------- | ----------- | ----------- | ----------- | ----------- | ----------- | ----------- | ----------- | ----------- | ----- |
| 1.   | Danemark   |            |            |            |            | X          | X          | X          | X          | X          | X          |            |            | X          | X          | X          | X          | X           | X           | X           | X           | X           | X           |             | X           | X           |             | X           | X           | X           | X           |             | 22    |
| 2.   | Suède      | X          | X          |            | X          |            |            |            |            |            |            |            |            |            |            |            |            |             |             |             |             |             |             |             |             |             |             |             |             |             |             |             | 3     |
| 2.   | Angleterre |            |            |            |            |            |            |            |            |            |            | X          | X          |            |            |            |            |             |             |             |             |             |             |             |             |             | X           |             |             |             |             |             | 3     |
| 4.   | Allemagne  |            |            | X          |            |            |            |            |            |            |            |            |            |            |            |            |            |             |             |             |             |             |             | X           |             |             |             |             |             |             |             |             | 2     |
| 5.   | France     |            |            |            |            |            |            |            |            |            |            |            |            |            |            |            |            |             |             |             |             |             |             |             |             |             |             |             |             |             |             | X           | 1     |

### Simple dames
Les Danoises dominent également le simple dames mais moins nettement que chez les hommes. En 2022, grâce au sixième titre consécutif de la seule Carolina Marín, l'Espagne dépasse l'Angleterre et prend la deuxième place.
| Rang | Pays       | XXe siècle | XXe siècle | XXe siècle | XXe siècle | XXe siècle | XXe siècle | XXe siècle | XXe siècle | XXe siècle | XXe siècle | XXe siècle | XXe siècle | XXe siècle | XXe siècle | XXe siècle | XXe siècle | XXIe siècle | XXIe siècle | XXIe siècle | XXIe siècle | XXIe siècle | XXIe siècle | XXIe siècle | XXIe siècle | XXIe siècle | XXIe siècle | XXIe siècle | XXIe siècle | XXIe siècle | XXIe siècle | XXIe siècle | Total |
| Rang | Pays       | 68         | 70         | 72         | 74         | 76         | 78         | 80         | 82         | 84         | 86         | 88         | 90         | 92         | 94         | 96         | 98         | 00          | 02          | 04          | 06          | 08          | 10          | 12          | 14          | 16          | 17          | 18          | 21          | 22          | 24          | 25          | Total |
| ---- | ---------- | ---------- | ---------- | ---------- | ---------- | ---------- | ---------- | ---------- | ---------- | ---------- | ---------- | ---------- | ---------- | ---------- | ---------- | ---------- | ---------- | ----------- | ----------- | ----------- | ----------- | ----------- | ----------- | ----------- | ----------- | ----------- | ----------- | ----------- | ----------- | ----------- | ----------- | ----------- | ----- |
| 1.   | Danemark   |            |            |            |            |            | X          |            | X          |            |            | X          | X          | X          |            | X          | X          | X           |             |             |             |             | X           | X           |             |             |             |             |             |             |             | X           | 11    |
| 2.   | Espagne    |            |            |            |            |            |            |            |            |            |            |            |            |            |            |            |            |             |             |             |             |             |             |             | X           | X           | X           | X           | X           | X           | X           |             | 7     |
| 3.   | Angleterre |            |            | X          | X          | X          |            |            |            | X          | X          |            |            |            |            |            |            |             |             |             |             |             |             |             |             |             |             |             |             |             |             |             | 5     |
| 4.   | Allemagne  | X          |            |            |            |            |            |            |            |            |            |            |            |            |            |            |            |             |             |             | X           | X           |             |             |             |             |             |             |             |             |             |             | 3     |
| 5.   | Suède      |            | X          |            |            |            |            |            |            |            |            |            |            |            | X          |            |            |             |             |             |             |             |             |             |             |             |             |             |             |             |             |             | 2     |
| 5.   | Pays-Bas   |            |            |            |            |            |            |            |            |            |            |            |            |            |            |            |            |             | X           | X           |             |             |             |             |             |             |             |             |             |             |             |             | 2     |
| 7.   | Suisse     |            |            |            |            |            |            | X          |            |            |            |            |            |            |            |            |            |             |             |             |             |             |             |             |             |             |             |             |             |             |             |             | 1     |

### Double hommes
En double hommes également, le Danemark domine largement les autres nations avec 57 % de victoires qui s'enchaînent depuis la fin des années 1980. Lors des 20 dernières éditions, des paires danoises ont été titrées à 15 reprises.
| Rang | Pays       | XXe siècle | XXe siècle | XXe siècle | XXe siècle | XXe siècle | XXe siècle | XXe siècle | XXe siècle | XXe siècle | XXe siècle | XXe siècle | XXe siècle | XXe siècle | XXe siècle | XXe siècle | XXe siècle | XXIe siècle | XXIe siècle | XXIe siècle | XXIe siècle | XXIe siècle | XXIe siècle | XXIe siècle | XXIe siècle | XXIe siècle | XXIe siècle | XXIe siècle | XXIe siècle | XXIe siècle | XXIe siècle | XXIe siècle | Total |
| Rang | Pays       | 68         | 70         | 72         | 74         | 76         | 78         | 80         | 82         | 84         | 86         | 88         | 90         | 92         | 94         | 96         | 98         | 00          | 02          | 04          | 06          | 08          | 10          | 12          | 14          | 16          | 17          | 18          | 21          | 22          | 24          | 25          | Total |
| ---- | ---------- | ---------- | ---------- | ---------- | ---------- | ---------- | ---------- | ---------- | ---------- | ---------- | ---------- | ---------- | ---------- | ---------- | ---------- | ---------- | ---------- | ----------- | ----------- | ----------- | ----------- | ----------- | ----------- | ----------- | ----------- | ----------- | ----------- | ----------- | ----------- | ----------- | ----------- | ----------- | ----- |
| 1.   | Danemark   |            | X          |            |            |            |            |            |            |            | X          | X          | X          | X          |            | X          |            | X           | X           | X           | X           | X           | X           | X           |             | X           | X           | X           |             |             | X           |             | 17    |
| 2.   | Angleterre | X          |            |            |            | X          | X          |            |            | X          |            |            |            |            | X          |            | X          |             |             |             |             |             |             |             |             |             |             |             |             |             |             |             | 6     |
| 3.   | Allemagne  |            |            | X          | X          |            |            |            |            |            |            |            |            |            |            |            |            |             |             |             |             |             |             |             |             |             |             |             |             | X           |             |             | 3     |
| 4.   | Suède      |            |            |            |            |            |            | X          | X          |            |            |            |            |            |            |            |            |             |             |             |             |             |             |             |             |             |             |             |             |             |             |             | 2     |
| 4.   | Russie     |            |            |            |            |            |            |            |            |            |            |            |            |            |            |            |            |             |             |             |             |             |             |             | X           |             |             |             | X           |             |             |             | 2     |
| 6.   | France     |            |            |            |            |            |            |            |            |            |            |            |            |            |            |            |            |             |             |             |             |             |             |             |             |             |             |             |             |             |             | X           | 1     |

### Double dames
Les Anglaises étaient les spécialistes du double dames puisqu'elles ont remporté le titre 10 fois de suite lors des 10 premières éditions. Depuis, la domination est principalement danoise mais les Anglaises mènent toujours au nombre total de victoires. Enfin, les 3 titres consécutifs des sœurs Stoeva permettent à la Bulgarie de monter sur le podium de la discipline.
| Rang | Pays       | XXe siècle | XXe siècle | XXe siècle | XXe siècle | XXe siècle | XXe siècle | XXe siècle | XXe siècle | XXe siècle | XXe siècle | XXe siècle | XXe siècle | XXe siècle | XXe siècle | XXe siècle | XXe siècle | XXIe siècle | XXIe siècle | XXIe siècle | XXIe siècle | XXIe siècle | XXIe siècle | XXIe siècle | XXIe siècle | XXIe siècle | XXIe siècle | XXIe siècle | XXIe siècle | XXIe siècle | XXIe siècle | XXIe siècle | Total |
| Rang | Pays       | 68         | 70         | 72         | 74         | 76         | 78         | 80         | 82         | 84         | 86         | 88         | 90         | 92         | 94         | 96         | 98         | 00          | 02          | 04          | 06          | 08          | 10          | 12          | 14          | 16          | 17          | 18          | 21          | 22          | 24          | 25          | Total |
| ---- | ---------- | ---------- | ---------- | ---------- | ---------- | ---------- | ---------- | ---------- | ---------- | ---------- | ---------- | ---------- | ---------- | ---------- | ---------- | ---------- | ---------- | ----------- | ----------- | ----------- | ----------- | ----------- | ----------- | ----------- | ----------- | ----------- | ----------- | ----------- | ----------- | ----------- | ----------- | ----------- | ----- |
| 1.   | Angleterre | X          | X          | X          | X          | X          | X          | X          | X          | X          | X          |            |            |            |            |            |            | X           |             |             | X           |             |             |             |             |             |             |             |             |             |             |             | 12    |
| 2.   | Danemark   |            |            |            |            |            |            |            |            |            |            | X          | X          |            |            | X          | X          |             | X           |             |             | X           |             | X           | X           | X           | X           |             |             |             |             |             | 10    |
| 3.   | Bulgarie   |            |            |            |            |            |            |            |            |            |            |            |            |            |            |            |            |             |             |             |             |             |             |             |             |             |             | X           | X           | X           |             | X           | 4     |
| 4.   | Suède      |            |            |            |            |            |            |            |            |            |            |            |            | X          | X          |            |            |             |             |             |             |             |             |             |             |             |             |             |             |             |             |             | 2     |
| 5.   | Pays-Bas   |            |            |            |            |            |            |            |            |            |            |            |            |            |            |            |            |             |             | X           |             |             |             |             |             |             |             |             |             |             |             |             | 1     |
| 5.   | Russie     |            |            |            |            |            |            |            |            |            |            |            |            |            |            |            |            |             |             |             |             |             | X           |             |             |             |             |             |             |             |             |             | 1     |
| 5.   | France     |            |            |            |            |            |            |            |            |            |            |            |            |            |            |            |            |             |             |             |             |             |             |             |             |             |             |             |             |             | X           |             | 1     |

### Double mixte
Après une nette suprématie anglaise pendant près de 20 ans avec 11 victoires en autant d'éditions, le Danemark domine le double mixte depuis le début des années 1990, sans parvenir à égaler les Anglais au nombre de titres. Au contraire, deux succès des Adcock ont redonné de l'avance à l'Angleterre à la fin des années 2010.
| Rang | Pays       | XXe siècle | XXe siècle | XXe siècle | XXe siècle | XXe siècle | XXe siècle | XXe siècle | XXe siècle | XXe siècle | XXe siècle | XXe siècle | XXe siècle | XXe siècle | XXe siècle | XXe siècle | XXe siècle | XXIe siècle | XXIe siècle | XXIe siècle | XXIe siècle | XXIe siècle | XXIe siècle | XXIe siècle | XXIe siècle | XXIe siècle | XXIe siècle | XXIe siècle | XXIe siècle | XXIe siècle | XXIe siècle | XXIe siècle | Total |
| Rang | Pays       | 68         | 70         | 72         | 74         | 76         | 78         | 80         | 82         | 84         | 86         | 88         | 90         | 92         | 94         | 96         | 98         | 00          | 02          | 04          | 06          | 08          | 10          | 12          | 14          | 16          | 17          | 18          | 21          | 22          | 24          | 25          | Total |
| ---- | ---------- | ---------- | ---------- | ---------- | ---------- | ---------- | ---------- | ---------- | ---------- | ---------- | ---------- | ---------- | ---------- | ---------- | ---------- | ---------- | ---------- | ----------- | ----------- | ----------- | ----------- | ----------- | ----------- | ----------- | ----------- | ----------- | ----------- | ----------- | ----------- | ----------- | ----------- | ----------- | ----- |
| 1.   | Angleterre | X          | X          | X          | X          | X          | X          | X          | X          | X          | X          | X          |            |            |            |            |            |             |             | X           |             | X           |             |             |             |             | X           | X           |             |             |             |             | 15    |
| 2.   | Danemark   |            |            |            |            |            |            |            |            |            |            | X          | X          | X          | X          | X          | X          | X           | X           |             | X           |             | X           |             | X           | X           |             |             |             |             |             | X           | 13    |
| 3.   | Suède      |            |            |            |            |            |            |            |            |            |            |            |            |            | X          |            |            |             |             |             |             |             |             |             |             |             |             |             |             |             |             |             | 1     |
| 3.   | Pologne    |            |            |            |            |            |            |            |            |            |            |            |            |            |            |            |            |             |             |             |             |             |             | X           |             |             |             |             |             |             |             |             | 1     |
| 3.   | Russie     |            |            |            |            |            |            |            |            |            |            |            |            |            |            |            |            |             |             |             |             |             |             |             |             |             |             |             | X           |             |             |             | 1     |
| 3.   | Allemagne  |            |            |            |            |            |            |            |            |            |            |            |            |            |            |            |            |             |             |             |             |             |             |             |             |             |             |             |             | X           |             |             | 1     |
| 3.   | France     |            |            |            |            |            |            |            |            |            |            |            |            |            |            |            |            |             |             |             |             |             |             |             |             |             |             |             |             |             | X           |             | 1     |